# Îles Slate
Pour les articles homonymes, voir Slate Islands.
Les îles Slate, littéralement « îles d'ardoise », en anglais Slate Islands, sont un groupe d'îles appartenant à l'archipel des Hébrides intérieures, au nord de l'île de Jura et au sud-ouest d'Oban. Les principales îles sont Seil, Easdale, Luing, Shuna, Torsay et Belnahua. Scarba, qui s'étend pas loin n'en fait pourtant habituellement pas partie.
La composition géologique de ces îles est l'ardoise, qui en fut extraite jusqu'au milieu du XXe siècle.